# Меконопсис ощетиненный
Меконопсис ощетиненный (лат. Meconopsis horridula) — травянистое растение, вид рода Меконопсис (Meconopsis) семейства Маковые (Papaveraceae). Редкое монокарпическое растение высотой от 20 см до 1 м, произрастающее на высотах 3500-5500 метров над уровнем моря.

## Ботаническое описание

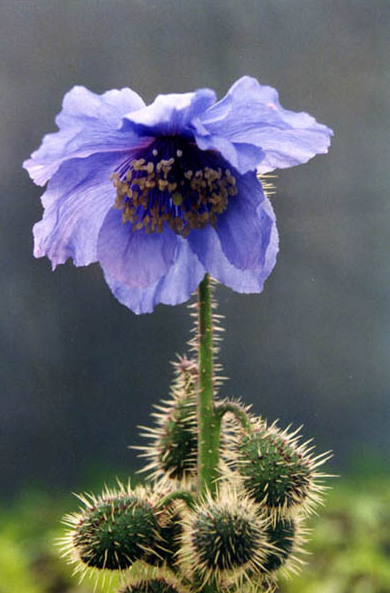
Цветок меконопсиса ощетиненного и капсулы, покрытые шипами.

Меконопсис ощетиненный — вид с большой изменчивостью в структуре листьев и в соцветиях. Цветки могут быть одиночными или располагаться в виде кисти. Растение монокарпическое (то есть производит семена и отмирает) с толстым корнем. Стебель и цветоножки имеют на поверхности соломенные колючки.
Растение имеет базальные листья длиной около 25 см, расположенные в розетке. Листья эллиптической или узко-продолговатой формы, сужающиеся к черешку. Край листа цельный или слегка лопастной или зубчатый. Листья имеют основание, зауженное к черешку, и тупую или острую вершину. Адаксиальная и абаксиальная поверхности листа покрыты желтоватыми или пурпурными шипиками, которые растут из пурпурных бородавчатых структур. В некоторых случаях они покрыты щетиной. Верхние листья меньше и похожи на прицветник.
Цветки имеют оттенки синего или красновато-синего цвета, реже белые, 5-7,5 см в диаметре. Стебель обычно длиной менее 22 см. Стебель, который несёт цветок, изогнут, поэтому цветок не удерживается в вертикальном положении и склоняется вниз. Перекрывающиеся лепестки расположены в широкой чашеобразной форме, цветок состоит из 4-8 овальных лепестков. У чашелистиков есть щетинки на адаксиальной поверхности. Цветки, как правило, одиночные, но в некоторых случаях агломерируются вместе в нижней половине стебля.
Тычинки высотой 10-14 мм содержат серовато-чёрные пыльники, пыльца жёлтая или оранжево-жёлтая. Тычиночные нити и лепестки обычно одинакового цвета. Пестик состоит из столбика длиной 6-7 мм и жёлтого рыльца. Завязь имеет коническую форму и сжатые шипы на наружной поверхности.
Семена почковидные мелкие тёмно-коричневые с заострёнными концами. Они содержатся внутри стручка, покрытого шипами (шипы имеют утолщенное основание). Плод, или капсула, представляет собой куполообразный цилиндр, сужающийся к одному концу. Она имеет длину от 1,5 до 2 см и ширину от 0,6 до 1,1 см.

## Распространение
Вид Meconopsis horridula произрастает от западного Непала, через центральные и восточные Гималаи, до юго-восточного Тибета и западного Китая (от западного Ганьсу до Сычуани и северо-западного Юньнани).

## Местообитание
Вид произрастает на скалистых выступах и травянистых склонах на высотах от 3100 до почти 6000 метров, близких к пределу растительности на этих высотах. Эти растения можно выращивать в слегка затенённых или солнечных прохладных местах, на лугах и в каменистых районах. Они также могут расти вместе с другими кустарниками, такими как рододендрон. Требуют много влаги во время роста и не нуждаются в защите от морозов. Так как они растут на больших высотах, они могут выдерживать температуру до −20°C. Цвет цветка не зависит от щёлочности почвы.

## Культивирование
Меконопсис ощетиненный используется в декоративных и садоводческих целях с 1904 года, в основном в Китае и Тибете. Семена прорастают медленно. У молодой рассады появляются молодые листья в форме сердца. Растение любит хорошо дренированную нейтральную почву. При выращивании базальные листья отмирают, а спящий бутон остается вместе с корнем. Новые саженцы имеют мало листьев и уязвимы для сильных ветров. Растениям требуется около двух лет (2-3 сезона после посева), чтобы достичь стадии цветения. Вид устойчив к засухе. Сначала распускаются цветы на верхушках, а ко времени, когда они превращаются в плоды, расцветают нижние цветки.

## В традиционной китайской медицине
Меконопсис ощетиненный используется в традиционной китайской травяной медицине благодаря его противовоспалительным и обезболивающим свойствам. В результате широкого спроса этот вид находится под угрозой исчезновения. Хотя одно растение даёт много семян, их всхожесть довольно низкая, и поскольку спрос на это растение увеличивается, опасность для вида повышается.